# Lakewood Club
Lakewood Club – wieś w Stanach Zjednoczonych, w stanie Michigan, w hrabstwie Muskegon.